# Okodia
Die Sprache Okodia (ISO 639-3: okd; auch Okordia genannt) ist eine ijoide Sprache aus der Sprachfamilie der Niger-Kongo-Sprachen, die von insgesamt 3.600 Personen im nigerianischen Bundesstaat Bayelsa im Lokalen Regierungsareal Yenagoa gesprochen wird.
Die Sprache, die von der Volksgruppe der Buseni gesprochen wird, bildet gemeinsam mit der Sprache Oruma [orr] die Untergruppe der Inland-Ijo-Sprachen.